# Chanelle Scheepers
Chanelle Scheepers (pronunciado [ʃənˈel ˈskepərz]) (nacida el 13 de marzo de 1984 en Harrismith) es una tenista profesional sudafricana. Posee un título WTA en individuales, así como varios títulos ITF en esta modalidad.
Es patrocindada por las raquetas Babolat y la marca de vestimenta deportiva K-Swiss. Su actual entrenador es Roger Anderson.
Se retiró en abril de 2015 a la edad de 31 años.

## Títulos WTA (2; 1+1)

### Individuales (1)
| Leyenda                    |
| -------------------------- |
| Grand Slam (0)             |
| Juegos Olímpicos (0)       |
| WTA Tour Championships (0) |
| Premier Mandatory (0)      |
| Premier 5 (0)              |
| Premier (0)                |
| International (1)          |

| No. | Fecha                    | Torneo    | Superficie | Oponente en la final | Resultado |
| 1.  | 24 de septiembre de 2011 | Guangzhou | Dura       | Magdaléna Rybarikova | 6-2, 6-2  |

#### Finalista en individuales (1)
| No. | Fecha               | Torneo | Superficie    | Oponente en la final | Resultado   |
| 1.  | 20 de julio de 2014 | Bastad | Tierra batida | Mona Barthel         | 3-6, 6-7(3) |

### Dobles (1)
| Leyenda                    |
| -------------------------- |
| Grand Slam (0)             |
| Juegos Olímpicos (0)       |
| WTA Tour Championships (0) |
| Premier Mandatory (0)      |
| Premier 5 (0)              |
| Premier (0)                |
| International (1)          |

| No. | Fecha              | Torneo      | Superficie    | Pareja            | Oponente en la final       | Resultado       |
| 1.  | 25 de mayo de 2013 | Estrasburgo | Tierra batida | Kimiko Date-Krumm | Cara Black Marina Erakovic | 6–4, 3–6, 14-12 |

#### Finalista en dobles (4)
| No. | Fecha                 | Torneo         | Superficie    | Pareja          | Oponente en la final              | Resultado   |
| 1.  | 18 de octubre de 2019 | Osaka          | Dura          | Abigail Spears  | Lisa Raymond Chuang Chia-jung     | 2–6, 4–6    |
| 2.  | 3 de agosto de 2012   | Washington     | Dura          | Irina Falconi   | Shuko Aoyama Chang Kai-chen       | 5–7, 2–6    |
| 3.  | 22 de febrero de 2014 | Río de Janeiro | Tierra batida | Johanna Larsson | Irina-Camelia Begu María Irigoyen | 2–6, 0–6    |
| 4.  | 22 de febrero de 2014 | Bogotá         | Tierra batida | Vania King      | Lara Arruabarrena Caroline Garcia | 6–7(5), 4–6 |